# دهستان مونگار
دهستان مونگار (به لاتین: Mongar Gewog) یک دهستان در کشور بوتان است که در ناحیهٔ مونگار واقع شده‌است.